# Крамаренко, Олег Иванович
Оле́г Ива́нович Крамаре́нко (6 января 1956, Харьков) —
советский футболист, нападающий и украинский тренер. Мастер спорта.

## Карьера игрока
Футбольную карьеру Олег начал в харьковском «Металлисте». В 1974 году клуб выступал во второй лиге и там Крамаренко сыграл 30 матчей и забил 8 голов, а команда получила право на повышение. В 1975 Крамаренко дебютировал в первой лиге и всего сыграл 38 матчей, забив 4 мяча. В 1976 он перешёл в московское «Динамо» и в первом же сезоне стал чемпионом СССР, проведя 10 матчей и забив 1 гол. С 1978 по 1981 Олег играл за «Днепр» из Днепропетровска, а с 1982 по 1985 год вновь выступал за «Металлист» в высшей лиге.

## Карьера тренера
В 2007 году Олег Крамаренко возглавил харьковский «Газовик-ХГД», сменив Виктора Камарзаева, а до этого работал старшим тренером в «Металлисте-2». После этого стал детским тренером в структуре «Металлиста».

## Достижения
«Динамо» Москва
- Чемпион СССР: 1976 (весна)